# Auguste Hamman
 (juin 2024).
Si vous disposez d'ouvrages ou d'articles de référence ou si vous connaissez des sites web de qualité traitant du thème abordé ici, merci de compléter l'article en donnant les références utiles à sa vérifiabilité et en les liant à la section « Notes et références ».
Auguste Michel Bernard Marie Hamman (Ostende, 29 avril 1860 - Ostende, 28 janvier 1927) était un homme politique belge flamand membre du Parti catholique. Il fut armateur et constructeur naval.

## Fonctions politiques
- Conseiller communal (1903-1907; 1911-1919 et 1921) de la ville d'Ostende.
- Député de la Chambre des Représentants (1894-1900; 1908-1921) et sénateur (1921-1927).